# José Everardo Cristóbal Quirino
José Everardo Cristóbal Quirino (Pátzcuaro, 11 de agosto de 1986) es un deportista mexicano que compitió en piragüismo en la modalidad de aguas tranquilas.

## Trayectoria
Su primer éxito internacional fue en 2006, cuando ganó la medalla de oro Campeonato Mundial de Piragüismo, en Szeged (Hungría) en la prueba C1 1000 m, convirtiéndose en el primer mexicano que lo ha logrado, y venciendo al favorito de la carrera y medallista olímpico Andreas Dittmer, quien finalizó segundo. Por tal desempeño el recibió el Premio Nacional del Deporte, el cual es entregado anualmente por la Comisión Nacional del Deporte.
En los Juegos Panamericanos consiguió cinco medallas entre los años 2007 y 2015. Participó en dos Juegos Olímpicos de Verano en los años 2008 y 2012, su mejor actuación fue un décimo puesto logrado en Londres 2012 en la prueba de C1 1000 m.

## Palmarés internacional
| Campeonato Mundial   | Campeonato Mundial      | Campeonato Mundial | Campeonato Mundial |
| Año                  | Lugar                   | Medalla            | Competición        |
| -------------------- | ----------------------- | ------------------ | ------------------ |
| 2006                 | Szeged (Hungría)        | Medalla de oro     | C1 1000 m          |
| Juegos Panamericanos |                         |                    |                    |
| Año                  | Lugar                   | Medalla            | Competición        |
| 2007                 | Río de Janeiro (Brasil) | Medalla de oro     | C1 500 m           |
| 2007                 | Río de Janeiro (Brasil) | Medalla de oro     | C1 1000 m          |
| 2007                 | Río de Janeiro (Brasil) | Medalla de plata   | C2 500 m           |
| 2011                 | Guadalajara (México)    | Medalla de oro     | C1 1000 m          |
| 2015                 | Toronto (Canadá)        | Medalla de bronce  | C1 1000 m          |